# El ídolo
El ídolo é uma telenovela mexicana, produzida pela Televisa e exibida em 1966 pelo Telesistema Mexicano.

## Elenco
- Sonia Furió
- Luz María Aguilar
- Aurora Molina
- Alicia Rodríguez